# Liga ACB 2004/2005
Liga ACB – sezon 2004/2005.

## Wyniki

### Runda zasadnicza
|     | Zespół             | Rozegrane | W  | P  | Rzucone | Stracone |  |
| 1P  | TAU Cerámica       | 34        | 28 | 6  | 3.106   | 2.692    |  |
| 2P  | Real Madrid-Teka   | 34        | 26 | 8  | 2.720   | 2.457    |  |
| 3P  | Winterthur FCB     | 34        | 24 | 10 | 2.723   | 2.579    |  |
| 4P  | Unicaja Málaga     | 34        | 23 | 11 | 2.775   | 2.531    |  |
| 5P  | Etosa Alicante     | 34        | 23 | 11 | 2.813   | 2.629    |  |
| 6P  | Adecco Estudiantes | 34        | 21 | 13 | 2.915   | 2.773    |  |
| 7P  | DKV Joventut       | 34        | 20 | 14 | 2.840   | 2.719    |  |
| 8P  | Gran Canaria       | 34        | 19 | 15 | 2.539   | 2.446    |  |
| 9   | Pamesa Valencia    | 34        | 18 | 16 | 2.950   | 2.893    |  |
| 10  | Caja San Fernando  | 34        | 14 | 20 | 2.786   | 2.841    |  |
| 11  | Leche Rio Breogan  | 34        | 13 | 21 | 2.814   | 2.889    |  |
| 12  | Forum Valladolid   | 34        | 13 | 21 | 2.677   | 2.868    |  |
| 13  | Ricoh Manresa      | 34        | 12 | 22 | 2.649   | 2.783    |  |
| 14  | Lagun Aro Bilbao   | 34        | 12 | 22 | 2.634   | 2.801    |  |
| 15  | CB Granada         | 34        | 12 | 22 | 2.632   | 2.881    |  |
| 16  | Akasvayu Girona    | 34        | 11 | 23 | 2.786   | 2.996    |  |
| 17S | Plus Pujol Lleida  | 34        | 9  | 25 | 2.447   | 2.763    |  |
| 18S | Unelco Tenerife    | 34        | 8  | 26 | 2.667   | 2.932    |  |

P=Playoff S=spadek z ACB do niższej LEB

### Play-off

#### Ćwierćfinały
(1) TAU Cerámica vs. (8) Gran Canaria:
TAU Vitoria wygrał serię 3-2 

- Mecz 1 @ Vitoria: TAU Vitoria 90, Gran Canaria 61
- Mecz 2 @ Gran Canaria: Gran Canaria 72, TAU Vitoria 64
- Mecz 3 @ Vitoria: TAU Vitoria 75, Gran Canaria 64
- Mecz 4 @ Gran Canaria: Gran Canaria 66, TAU Vitoria 68

(4) Unicaja Málaga vs. (5) Etosa Alicante:
Unicaja wygrał serię 3-2
- Mecz 1 @ Malaga: Unicaja Malaga 60, Etosa Alicante 65
- Mecz 2 @ Alicante: Etosa Alicante 94, Unicaja Malaga 75
- Mecz 3 @ Malaga: Unicaja Malaga 81, Etosa Alicante 74
- Mecz 4 @ Alicante: Etosa Alicante 56, Unicaja Alicante 60
- Mecz 5 @ Malaga: Unicaja Malaga 71, Etosa Alicante 69

(2) Real Madryt vs. (7) DKV Joventut:
Real Madryt wygrał serię 3-1
- Mecz 1 @ Madryt: Real Madryt 74, Joventut Badalona 71
- Mecz 2 @ Badalona: Joventut Badalona 79, Real Madryt 66
- Mecz 3 @ Madryt: Real Madryt 90, Joventut Badalona 70
- Mecz 4 @ Badalona: Joventut Badalona 72, Real Madryt 81

(6) Adecco Estudiantes vs. (3) Winterthur FC Barcelona:
Adecco Estudiantes wygrał serię 3-1
- Mecz 1 @ Barcelona: Winterthur Barcelona 73, Adecco Estudiantes 74
- Mecz 2 @ Madryt: Adecco Estudiantes 78, Winterthur 57
- Mecz 3 @ Barcelona: Winterthur Barcelona 83, Adecco Estudiantes 79
- Mecz 4 @ Madryt: Adecco Estudiantes 81, Winterthur Barcelona 63

#### Półfinały
(1) TAU Cerámica vs. (4) Unicaja Málaga:
TAU Vitoria wygrał serię 3-1
- Mecz 1 @ Vitoria: TAU Vitoria 72, Unicaja Malaga 63
- Mecz 2 @ Vitoria: TAU Vitoria 64, Unicaja Malaga 53
- Mecz 3 @ Malaga: Unicaja Malaga 95, TAU Vitoria 92
- Mecz 4 @ Malaga: Unicaja Malaga 62, TAU Vitoria 74

(2) Real Madryt vs. (6) Adecco Estudiantes:
Real Madryt wygrał serię 3-1
- Mecz 1 @ Madryt (domowy RM): Real Madryt 81, Adecco Estudiantes 64
- Mecz 2 @ Madryt (domowy RM): Real Madryt 67, Adecco Estudiantes 89
- Mecz 3 @ Madryt (domowy AE): Adecco Estudiantes 84, Real Madryt 85
- Mecz 4 @ Madryt (domowy AE): Adecco Estudiantes 68, Real Madryt 74

#### Finał ACB
(2) Real Madryt vs. (1) TAU Cerámica:
Real Madryt wygrał serię 3-2
- Mecz 1 @ Vitoria: TAU Vitoria 82, Real Madryt 84
- Mecz 2 @ Vitoria: TAU Vitoria 74, Real Madryt 68
- Mecz 3 @ Madryt: Real Madryt 82, TAU Vitoria 83
- Mecz 4 @ Madryt: Real Madryt 88, TAU Vitoria 82
- Mecz 5 @ Vitoria: TAU Vitoria 79, Real Madryt 80